# Чжен Пань
Чжен Пань (кит.: 郑攀; нар. 15 серпня 1985) — китайський борець греко-римського стилю, чемпіон та бронзовий призер чемпіонатів Азії.

## Життєпис
Боротьбою почав займатися з 2000 року.
Виступав за борцівський клуб провінції Хубей. Тренер — Тянь Йон.

## Спортивні результати на міжнародних змаганнях

### Виступи на Чемпіонатах світу
| Змагання                        | Збірна | Вагова категорія                 | Місце |
| ------------------------------- | ------ | -------------------------------- | ----- |
| Чемпіонат світу з боротьби 2011 | КНР    | греко-римська боротьба, до 66 кг | 10    |
| Чемпіонат світу з боротьби 2015 | КНР    | греко-римська боротьба, до 66 кг | 32    |

### Виступи на Чемпіонатах Азії
| Змагання                       | Збірна | Вагова категорія                 | Місце  |
| ------------------------------ | ------ | -------------------------------- | ------ |
| Чемпіонат Азії з боротьби 2012 | КНР    | греко-римська боротьба, до 66 кг | Золото |
| Чемпіонат Азії з боротьби 2015 | КНР    | греко-римська боротьба, до 66 кг | Бронза |

### Виступи на Азійських іграх
| Змагання           | Збірна | Вагова категорія                 | Місце |
| ------------------ | ------ | -------------------------------- | ----- |
| Азійські ігри 2010 | КНР    | греко-римська боротьба, до 66 кг | 12    |
| Азійські ігри 2014 | КНР    | греко-римська боротьба, до 66 кг | 8     |

### Виступи на інших змаганнях
| Змагання                                                         | Збірна | Вагова категорія                 | Місце  |
| ---------------------------------------------------------------- | ------ | -------------------------------- | ------ |
| Міжнародний меморіал Дейва Шульца 2007                           | КНР    | греко-римська боротьба, до 66 кг | Бронза |
| Олімпійський кваліфікаційний турнір з боротьби 2012 (Гельсінкі)  | КНР    | греко-римська боротьба, до 66 кг | 5      |
| Кубок Владислава Пітласинські 2015                               | КНР    | греко-римська боротьба, до 66 кг | 7      |
| Золотий Гран-прі з боротьби 2015                                 | КНР    | греко-римська боротьба, до 66 кг | 8      |
| Гран-прі Парижа з боротьби 2016                                  | КНР    | греко-римська боротьба, до 66 кг | Срібло |
| Гран-прі Угорщини з боротьби 2016                                | КНР    | греко-римська боротьба, до 66 кг | 5      |
| Олімпійський кваліфікаційний турнір з боротьби 2016 (Астана)     | КНР    | греко-римська боротьба, до 66 кг | 7      |
| Олімпійський кваліфікаційний турнір з боротьби 2016 (Улан-Батор) | КНР    | греко-римська боротьба, до 66 кг | 16     |
| Олімпійський кваліфікаційний турнір з боротьби 2016 (Стамбул)    | КНР    | греко-римська боротьба, до 66 кг | 17     |

### Виступи на змаганнях молодших вікових груп
| Змагання                                      | Збірна | Вагова категорія                 | Місце |
| --------------------------------------------- | ------ | -------------------------------- | ----- |
| Чемпіонат світу з боротьби серед юніорів 2007 | КНР    | греко-римська боротьба, до 66 кг | 5     |